# Regno di Giuda

Regno di Israele (a nord) e Regno di Giuda (a sud) alla morte di Salomone (circa 933 a.C.).

Il Regno di Giuda si formò dopo la morte del re Salomone (circa 933 a.C.), quando il Regno di Giuda e Israele si scisse in due entità autonome:
- il Regno di Israele a Nord, composto dalla maggior parte delle tribù ebraiche.
- il Regno di Giuda a Sud, comprendente il territorio della tribù di Giuda, quello della tribù di Simeone (scomparsa e assorbita dalle altre due) e la maggior parte della tribù di Beniamino, oltre che numerosi membri della tribù di Levi, che non possedeva terra.

Numerosi Re degli Ebrei vi regnarono.
Il regno gravitò attorno alla capitale Gerusalemme e al suo tempio. Tutti i re furono della dinastia davidica. Venne distrutto nel 587 a.C. quando il re babilonese Nabucodonosor conquistò Gerusalemme e deportò gran parte della popolazione ebraica. 
La sua storia è documentata soprattutto dalla Bibbia, ma molte testimonianze archeologiche e letterarie sono ricavate dai documenti e resti archeologici dei popoli vissuti nella stessa area geografica (Egizi, Assiri, Babilonesi, Fenici).
Alcuni secoli dopo, tra il 140 e il 37 a.C., si ricostituì un regno nella zona grazie alla dinastia asmonea che prese il nome di Regno di Giudea; a questo succedette un regno vassallo della dinastia erodiana.

## Introduzione
In seguito ad un periodo di instabilità in cui le lotte contro le popolazioni autoctone erano state condotte da capi detti Giudici (da cui prende nome l'omonimo libro dell'Antico Testamento), le dodici tribù di Israele vennero riunite sotto l'autorità del primo re, Saul: secondo il racconto biblico, egli fu investito dal profeta Samuele su ordine divino. Saul si suicidò dopo una sconfitta.
Il secondo re fu Davide, genero di Saul, per un certo periodo in rivalità con Is-Bàal, un figlio del re defunto, cui succedette Salomone, uno dei numerosi eredi di Davide; alla morte di quest'ultimo si creò una disputa tra le due tribù meridionali (Giuda e Beniamino) e le dieci tribù settentrionali (tutte le altre).
Si arrivò quindi alla frattura tra il regno di Giuda (a sud) e il Regno di Israele (a nord): il regno meridionale vide l'affermarsi della dinastia davidica con Roboamo figlio di Salomone, mentre al Nord divenne re l'efremita Geroboamo, e successivamente altre dinastie fino alla conquista assira.

## Da Roboamo all'esilio
Secondo la tradizione biblica, il regno di Giuda ebbe sorte migliore del Regno di Israele: si contaminò in minor misura con i culti pagani cananei, egiziani o mesopotamici, e conobbe una maggior stabilità politica dovuta alla coesione intorno alla religione, alla dinastia davidica ed al tempio costruito da Salomone.
Il regno di Giuda entrò spesso in conflitto contro quello di Israele, con alterne fortune.
Il declino fu progressivo, ma si accelerò con la morte dell'ultimo grande re, Giosia, nella battaglia di Meghiddo (Armageddon). Ivi l'esercito ebraico, che tentava di sbarrare la strada all'esercito del faraone, subì una grave sconfitta e il regno divenne quindi vassallo degli egizi. Dopo breve tempo ci fu la prima deportazione (597 a.C.) babilonese, cioè la conquista di Gerusalemme e la distruzione del tempio unita ad una deportazione molto massiccia operata da Nabucodonosor nel 586 a.C., data in cui si fa finire il primo regno di Giuda.

## Lista dei Re di Giuda
Per questo periodo, la maggior parte degli storici seguono la cronologia stabilita da William Albright, da Edwin R. Thiele, o da Gershon Galil, cronologie qui elencate. Tutte le date sono da intendersi a.C.
È necessario sottolineare che gli studiosi citati lamentano l'incoerenza di 1-2 Re e risolvono il problema introducendo le co-reggenze. Tuttavia c'è da dire che se seguiamo la scaletta sincronica che fa riferimento all'anno di ascesa al trono, la quale riporta che il re X di Giuda regnò, ad esempio, dall'anno Z di regno del re Y d'Israele, nessuna delle tre cronologie è valida, perché non tengono conto di un evidente problema di conservazione delle cifre che indicano la durata dei vari regni di Giuda e Israele.
| Date di Albright | Date di Thiele | Date di Galil | Nome comune/biblico | Nome regale e stile | Note |
| ---------------- | -------------- | ------------- | ------------------- | --- | --- |
| Casato di Saul   |                |               |                     | | |
| 1022–1001        | 1031–1010      | 1031–1009     | Saul                | 'שאול המלך ossia Sha'ul | Regnò in Israele e in Giuda per 40 anni. Si suicidò durante la battaglia contro i Filistei sul Monte Gilboa.                                                                                       |
|                  |                |               |                     | | |
| 1001–999         | 1010–1008      | 1009–1007     | Is-Bàal             | 'אֶשְׁבַּ֫עַל ossia Eshbaal | Regnò in parte del regno per due anni, poi fu ucciso. In seguito il regno passò interamente a Davide.                                                                                              |
| Casato di Davide |                |               |                     | | |
| 1000–962         |                | 1010–970      | Davide              | דוד בן-ישי מלך ישראל David ben Yeshy, Melekh Ysra'el                                                                          | Regnò su Israele e Giuda in Gerusalemme per 33 anni e 7 anni in Hebron, 40 anni in totale. Morto per cause naturali.                                                                               |
| 962–922          |                | 970–931       | Salomone            | שלמה בן-דוד מלך ישראל Shelomoh ben David, Melekh Ysra'el                                                                      | Regnò su Israele e in Giuda in Gerusalemme per 40 anni. Morto per cause naturali. |
| 922–915          | 931–913        | 931–914       | Roboamo             | רחבעם בן-שלמה מלך יהודה Rehav’am ben Shlomoh, Melekh Yehudah                                                                  | Regnò su Giuda in Gerusalemme per 17 anni. Morto per cause naturali. |
| 915–913          | 913–911        | 914–911       | Abia                | אבים בן-רחבעם מלך יהודה ’Aviyam ben Rehav’am, Melekh Yehudah                                                                  | Regnò su Giuda in Gerusalemme per 3 anni. Morto per cause naturali. |
| 913–873          | 911–870        | 911–870       | Asa                 | אסא בן-אבים מלך יהודה ’Asa ben ’Aviyam, Melekh Yehudah                                                                        | Regnò su Giuda in Gerusalemme per 41 anni. Morto di gotta. |
| 873–849          | 870–848        | 870–845       | Giosafat            | יהושפט בן-אסא מלך יהודה Yehoshafat ben ’Asa, Melekh Yehudah                                                                   | Regnò su Giuda in Gerusalemme per 25 anni. Morto per cause naturali. |
| 849–842          | 848–841        | 851–843       | Ioram               | יהורם בן-יהושפט מלך יהודה Yehoram ben Yehoshafat, Melekh Yehudah                                                              | Regnò su Giuda in Gerusalemme per 8 anni. Morto per malattia intestinale inguaribile. |
| 842–842          | 841–841        | 843–842       | Acazia              | אחזיהו בן-יהורם מלך יהודה ’Ahazyahu ben Yehoram, Melekh Yehudah                                                               | Regnò su Giuda in Gerusalemme per 1 anno. Ucciso da Ieu, perché anch'egli parente di Acab, anche se solo per linea materna (cfr. 2 Re 9,7-8).                                                      |
| 842–837          | 841–835        | 842–835       | Atalia              | עתליה בת-עמרי מלכת יהודה ‘Atalyah bat ‘Ahab, Malkat Yehudah                                                                   | Regnò su Giuda in Gerusalemme per 6 anni. Moglie di Ioram, madre di Acazia e figlia di Acab di Israele. Prima regina regnante degli ebrei, fu uccisa dalle truppe a servizio del sacerdote Ioiada. |
| 837–800          | 835–796        | 842–802       | Ioas                | יהואש בן-אחזיהו מלך יהודה Yehoash ben ’Ahazyahu, Melekh Yehudah                                                               | Regnò su Giuda in Gerusalemme per 40 anni. Figlio di Acazia e nipote di Ioram. Ucciso dai suoi ministri.                                                                                           |
| 800–783          | 796–767        | 805–776       | Amasia              | אמציה בן-יהואש מלך יהודה ’Amatzyah ben Yehoash, Melekh Yehudah                                                                | Regnò su Giuda in Gerusalemme per 29 anni. Morto in una congiura. |
| 783–742          | 767–740        | 788–736       | Ozia (Azaria)       | עזיה בן-אמציה מלך יהודה ‘Uziyah ben ’Amatzyah, Melekh Yehudah עזריה בן-אמציה מלך יהודה ‘Azaryah ben ’Amatzyah, Melekh Yehudah | Regnò su Giuda in Gerusalemme per 52 anni. Morto per lebbra |
| 742–735          | 740–732        | 758–742       | Iotam               | יותם בן-עזיה מלך יהודה Yotam ben ‘Uziyah, Melekh Yehudah                                                                      | Regnò su Giuda in Gerusalemme per 16 anni. Morto per cause naturali. |
| 735–715          | 732–716        | 742–726       | Acaz                | אחז בן-יותם מלך יהודה ’Ahaz ben Yotam, Melekh Yehudah                                                                         | Regnò su Giuda in Gerusalemme per 16 anni. Morto per cause naturali. |
| 715–687          | 716–687        | 726–697       | Ezechia             | חזקיה בן-אחז מלך יהודה Hizqiyah ben ’Ahaz, Melekh Yehudah                                                                     | Regnò su Giuda in Gerusalemme per 29 anni. Morto per cause naturali. |
| 687–642          | 687–643        | 697–642       | Manasse             | מנשה בן-חזקיה מלך יהודה Menasheh ben Hizqiyah, Melekh Yehudah                                                                 | Regnò su Giuda in Gerusalemme per 55 anni. Morto per cause naturali. |
| 642–640          | 643–641        | 642–640       | Amon                | אמון בן-מנשה מלך יהודה ’Amon ben Menasheh, Melekh Yehudah                                                                     | Regnò su Giuda in Gerusalemme per 2 anni. Morto in una congiura. |
| 640–609          | 641–609        | 640–609       | Giosia              | יאשיהו בן-אמון מלך יהודה Yo’shiyahu ben ’Amon, Melekh Yehudah                                                                 | Regnò su Giuda in Gerusalemme per 31 anni. Ferito nella battaglia di Meghiddo, morì dopo essere ritornato a Gerusalemme.                                                                           |
| 609              | 609            | 609           | Ioacaz              | יהואחז בן-יאשיהו מלך יהודה Yeho’ahaz ben Yo’shiyahu, Melekh Yehudah                                                           | Regnò su Giuda in Gerusalemme per 3 mesi. Necao, re dell'Egitto, lo detronizzò e lo sostituì con il suo fratello Ioiakim. Fu portato in Egitto dove morì.                                          |
| 609–598          | 609–598        | 609–598       | Ioiakim             | יהויקים בן-יאשיהו מלך יהודה Yehoyaqim ben Yo’shiyahu, Melekh Yehudah                                                          | Regnò su Giuda in Gerusalemme per 11 anni. Morto per cause naturali. |
| 598              | 598            | 598–597       | Ioiachin            | יהויכין בן-יהויקים מלך יהודה Yehoyakhin ben Yehoyaqim, Melekh Yehudah                                                         | Regnò su Giuda in Gerusalemme per 3 mesi e 10 giorni. Il re Nabucodonosor lo deportò a Babilonia e lo sostituì con lo zio Sedecia. Morì a Babilonia.                                               |
| 597–587          | 597–586        | 597–586       | Sedecia             | צדקיהו בן-יהויכין מלך יהודה Tzidqiyahu ben Yo’shiyahu, Melekh Yehudah                                                         | Regnò su Giuda in Gerusalemme per 11 anni. Il re Nabucodonosor attaccò e conquistò Gerusalemme. Sedecia fu arrestato e portato a Babilonia come prigioniero.                                       |

## Fine del regno
In seguito alla battaglia di Karkemish del 605 a.C. tra egiziani e babilonesi, vinta da questi, la regione siro-palestinese cadde sotto il dominio babilonese. Nel 601 a.C. il re di Giuda Ioiakim (609-598 a.C.) si ribellò confidando nell'aiuto egiziano. Il re babilonese Nabucodonosor mosse contro Giuda e conquistò Gerusalemme il 16 marzo 597 a.C.. Deportò il re Ioiachin (598-597 a.C.) e parte della classe dirigente del regno e nominò re Sedecia (597-587 a.C.). Nonostante il parere contrario del profeta Geremia e di Baruc, che consigliavano realisticamente la sottomissione a Babilonia, Sedecia si ribellò contro Babilonia nel 589 a.C., e Nabucodonosor tornò in Giudea e conquistò Gerusalemme nel luglio-agosto del 587 a.C.. Il tempio fu distrutto e gran parte della classe dirigente e della popolazione esiliata. Giuda subì la dominazione babilonese, persiana, col ritorno di molti ebrei dall'esilio, egiziana tolemaica e siriana, periodo in cui scoppiò la rivolta nazionalista di Giuda Maccabeo.

## Regno di Giudea
I maccabei, rinominati Asmonei, riuscirono a riottenere l'indipendenza iniziando una nuova dinastia di re ebrei, contestata da alcuni ebrei perché non davidica, anche se discendente dall'eroe Giuda Maccabeo. Essa regnò sulla Giudea, ma anche su Samaria e Galilea (territori dello scomparso Regno d'Israele). Dopo di loro vi fu la dominazione romana e i re-vassalli della dinastia erodiana.
Questi sovrani ebbero vari titoli a seconda del periodo: Re di Giudea, Re dei Giudei, tetrarca, etnarca, anche se la breve parte del Talmud ebraico che parla di loro definisce gli Asmonei come "Re d'Israele".

### Lista dei Re e sovrani di Giudea

#### Casato Asmoneo
- Giuda Maccabeo (166-161 a.C.)
- Gionata Maccabeo (161-143 a.C.)
- Simone Maccabeo (142-134 a.C.)
- Giovanni Ircano I (134-104 a.C.)
- Aristobulo I (104-103 a.C.)
- Alessandro Ianneo (103-76 a.C.), fratello di Aristobulo
- Salomè Alessandra (76-67 a.C.), moglie di Aristobulo e poi di Ianneo (matrimonio levitico, per dare figli al fratello), seconda e ultima regina regnante degli ebrei
- Giovanni Ircano II (67-63 a.C. (I); 47 a.C. - 40 a.C. (II)), figlio maggiore di Ianneo e Salomè
- Aristobulo II (66-63 a.C.), fratello minore di Giovanni Ircano II

I due ultimi re furono deposti dal generale romano Pompeo, e nel 50 a.C. Giulio Cesare affidò il regno vassallo di Giudea a sovrani Idumei, affiancati da procuratori romani (ovvero i prefetti e poi governatori romani della Giudea), iniziando la dinastia erodiana, contrastata, perché straniera, da Asmonei e altri pretendenti ebrei, evidenziati nella lista:

#### Casato erodiano e vari pretendenti al trono
- Erode Antipatro (50-43 a.C.)
- Erode il Grande (43 a.C.-4 a.C.), re vassallo di Roma, che terminò la ricostruzione del Tempio di Gerusalemme
  - Antigono II Asmoneo (40-37 a.C., figlio di Aristobulo II), re di Giudea, e Aristobulo III Asmoneo (40-37 a.C., nipote di Giovanni Ircano II), pretendente al trono

Alla morte di Erode, il regno vassallo fu spartito dai romani tra i suoi figli, dal 6 d.C. ufficialmente divenne una provincia di Roma sotto il governatorato di Siria, amministrata da un prefetto
- Erode Archelao (etnarca di Giudea, Samaria e Idumea 4 a.C.-6 d.C.), alla sua deposizione il territorio fu affidato da Augusto a un prefetto come provincia di Giudea
  - Giuda il Galileo, pretendente al trono (Re di Gerusalemme nel 6-7 d.C.)
- Erode Filippo (tetrarca di Gaulanitide, Traconitide, Batanea, Auranitide e Iturea 4 a.C.-34 d.C.)
- Erode Antipa (tetrarca di Galilea e Perea, 4 a.C.-39 d.C.)

Nel 39 Caligola concesse ad Erode Agrippa I il titolo di re.
- Erode Agrippa I (governante della tetrarchia di Erode Filippo 37-44, poi re di Galilea e Perea 39-44, di Giudea e Samaria 41-44, e di Cilicia), alla cui morte il regno non fu affidato al giovane figlio, ma amministrato direttamente dal governatore della provincia di Giudea.
- Erode Agrippa II (50-100; tetrarca di Calcide, nominato da Claudio Re di Batanea e altre provincie, con capitale Cesarea, e una parte di influenza sulla Giudea almeno fino al 70, anno in cui fu distrutto dai romani il tempio di Gerusalemme, e il re si trasferì forse a Roma)
  - Simon Bar Kokheba, pretendente al trono dopo la devastazione della Giudea nel 70 nella prima guerra giudaica (autoproclamatosi Messia, principe d'Israele, Re dei Giudei e discendente di Davide, 132-135).

Nel 135 avvenne la definitiva distruzione di Gerusalemme (terza guerra giudaica) sostituita da Aelia Capitolina; la Giudea (Iudaea) divenne Palestina (Syria Palaestina) per ordine dell'imperatore Adriano.

## Esegesi ebraica
(Amidah)
- Importante riferimento nel Pentateuco al re d'Israele riguarda l'Halakhah sulla benedizione e sul dovere per il popolo ebraico di proclamare all'esercito i doveri ed i diritti in caso di guerra: si spiega infatti che dopo il sommo sacerdote ed i differenti veri capi, anche con le varie Benedizioni, avvertono ad esempio sui diritti dei soldati "e/o" dei combattenti per la guerra (che non devono avere meno di 20 anni secondo il calendario ebraico) a proposito delle spose o compagne per avere una famiglia, dei terreni e delle case in modo che altri non se ne approprino durante la loro mancanza (cfr Parashah) o del loro dovere di non andare in guerra nel caso Halakhico del compimento della Mitzvah per la sposa o compagna per avere una famiglia e negli altri casi succitati (vi sono differenti casi e diverse opinioni a tal proposito, ad esempio nel Talmud, Sotah)
- Altre Mitzvot, specificamente per il re, sono il dovere di scrivere un Sefer Torah e non abbandonarne mai gli insegnamenti e la stessa, non accumulare troppo oro ed argento, non avere troppe donne né troppi cavalli; in Deuteronomio del Pentateuco Dio comanda che il re del popolo ebraico deve sempre "portare con sé", come Sofer, la Torah... ...ciò anche per "evitare di dominare con [troppo] rigore" .
- L'insegnamento della Torah considera il lavorare la terra buona cosa anche per un re del popolo ebraico.
- La Torah Orale riporta un episodio in cui in Terra d'Israele, in un periodo di assedio romano, un Maestro disse ad un romano che avrebbe potuto fare molto ed intervenire per porre fine alle ingiustizie contro il popolo ebraico perché in realtà era il vero re rappresentante dei romani; egli però rispose dicendo di essere solo un legionario romano, non era infatti a conoscenza della propria natura reale e del proprio ruolo. Questo dimostra che le Nazioni dei non-ebrei possiedono dei re pur se non sono a conoscenza della loro identità ed anche per questo motivo non sono reggenti.
Infatti spesso i re o i nobili delle altre Nazioni sono persone con molte ricchezze e vengono posti come reggenti senza che ne abbiano valenza reale come sopra descritto e, malgrado ciò, governano le stesse o le hanno governate nel passato della storia.
- Un re di dinastia Giudaica, quindi Davidica, ha il merito ed il compito di portare il popolo alla luce celeste della Torah.
- Secondo il Talmud il re d'Israele poteva avere in totale 18 donne: mogli e concubine (opinione halakhica confermata anche dal Rambam); il Raavad afferma che egli poteva averne un numero maggiore.
Oggi, anche in considerazione dell'Halakhah sulla monogamia, non è chiaro se il re Mashiach ben David del popolo ebraico debba avere una o diverse spose. L'Halakhah, ormai da tanti anni, ha stabilito la monogamia matrimoniale [e pare sia tale il verace intendimento "dal Matan Torah"]
- La tradizione ebraica insegna che un re d'Israele è bello.
- Un re d'Israele deve essere unto, è quindi ispirato da Dio con la profezia ed il Ruach haQodesh. Può inoltre essere "giudice", riesce a conoscere tutte le lingue e sa distinguere ed individuare gli Zaddiqim ed i malvagi.
- Il re d'Israele di discendenza Davidica, anche Mashiach, non può essere giudicato da un tribunale terreno.
- Spesso la tassa a favore del re d'Israele fu del 5%; ai tempi del re Salomone inoltre i tributi non furono elevati perché fu un periodo di grandi ricchezze, anche materiali, per tutto il popolo d'Israele.
- Soprattutto al principio dell'insediamento di un nuovo regno, come per re David e re Salomone, i profeti ebrei discutevano al fine di comprendere pienamente la volontà di Dio: ciò accadde infatti per entrambi.
- L'Era messianica comincia il suo "compimento" con la definitiva unzione del Mashiach ben David.